# Drifter

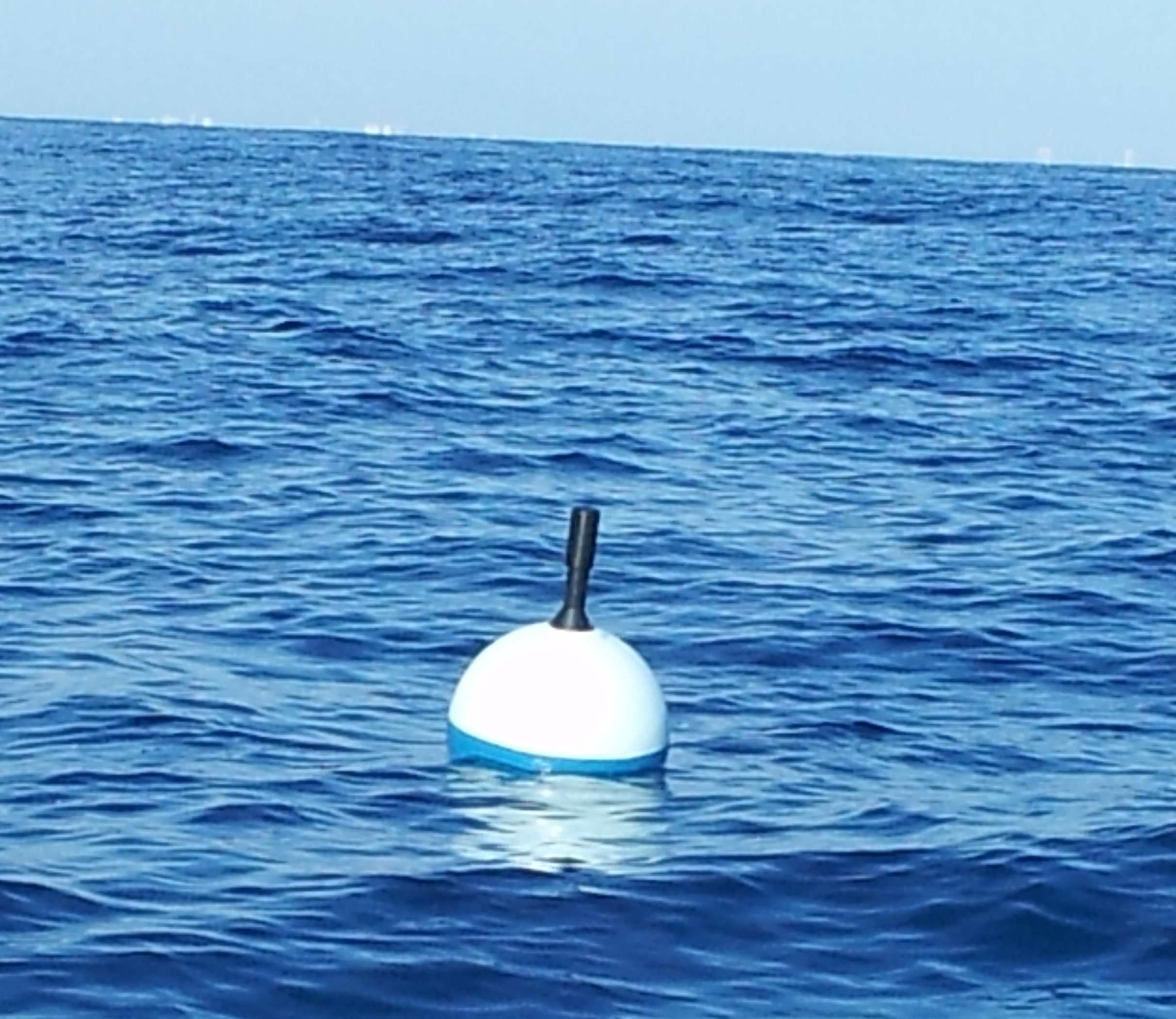
Barometro su una boa drifter

Un drifter è una boa galleggiante utilizzata per studiare l'andamento delle correnti, la temperatura dell'acqua (in particolare la temperatura superficiale marina), la salinità o i dati meteorologici dell'oceano. I drifter più moderni trasmettono spesso i loro dati ad una stazione terrestre via satellite.
Le dimensioni e la forma dei drifter possono variare a seconda del loro scopo e dell'area di utilizzo. Ad esempio, le boe destinate a seguire il più fedelmente possibile la corrente oceanica sono spesso dotate di una vela da deriva subacquea, per ridurre al minimo gli effetti distorcenti del vento e delle onde.
I drifter vennero utilizzati per la prima volta negli Stati Uniti e in Gran Bretagna nel 1955.